# Six Mile Bottom
Six Mile Bottom – osada w Anglii, w hrabstwie Cambridgeshire, w dystrykcie South Cambridgeshire. Leży 13 km na wschód od miasta Cambridge i 82 km na północ od Londynu. W 2006 miejscowość liczyła 83 mieszkańców.

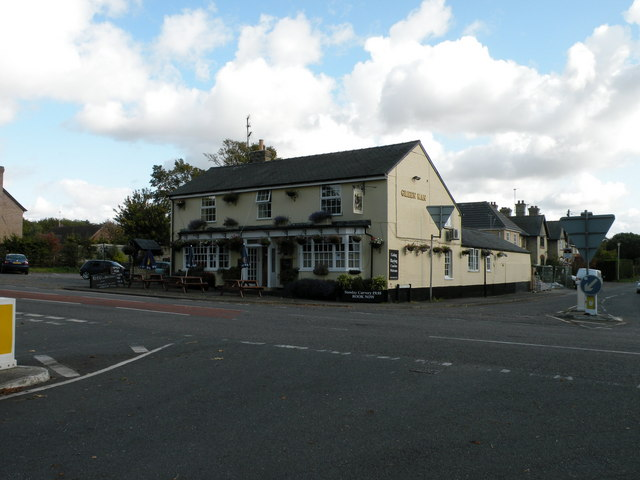
Pub The Green Man
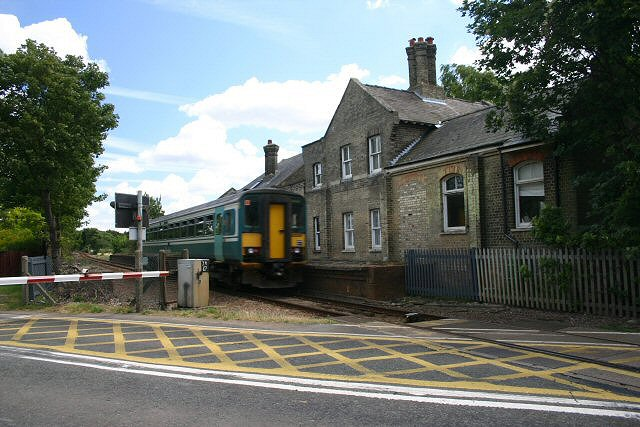
Nieczynna stacja kolejowa